# Hans Ernst von Wentzky und Petersheyde
Hans Ernst von Wentzky und Petersheyde (geb. 6. September 1700 in Wammen, Herzogtum Brieg; gest. 22. September 1779 in Plohe, Kreis Strehlen) war ein preußischer Landrat.

## Leben

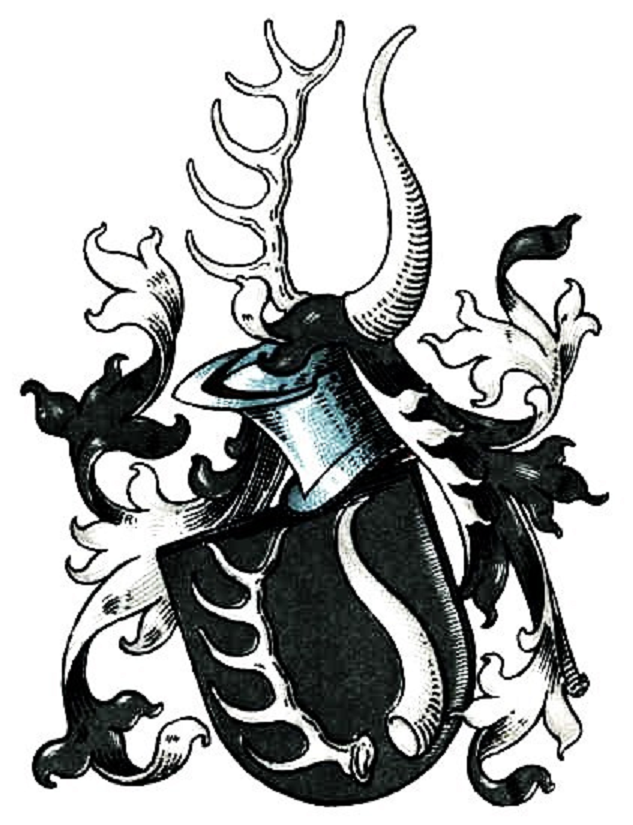
Stammwappen derer von Wentzky

Hans Ernst von Wentzky und Petersheyde war Angehöriger des schlesischen Adelsgeschlechts von Wentzky und Petersheyde. Er war der Sohn des George Friedrich Wentzky und Petersheyde (* 2. März 1668; † 20. November 1732), Erbherr auf Wammen und dessen Ehefrau Eva Maria († 14. November 1736 in Maßwitz), geb. von Nimptsch und Stephanshayn. Nach seinem Schulbesuch in Strehlen und Brieg schrieb er sich 1721 an der Universität Leipzig ein. 1753 wurde er Kreisdeputierter im Kreis Strehlen, wo er 1761 die Nachfolge von George Friedrich von Kittlitz als Landrat des Kreises Strehlen antrat. Das Amt übte er bis 1779 aus, Nachfolger wurde dessen Sohn George Friedrich von Wentzky und Petersheyde.

## Persönliches
Hans Ernst von Wentzky und Petersheyde saß auf Maßwitz, Chursangwitz, Barzdorf, Klein-Lauden und Schweinebraten. Er war seit dem 14. November 1725 mit Barbara Sophie (* 10. Februar 1694; † 13. Juni 1764 in Plohe), geb. von Prittwitz und Gaffron auf Gramschütz und Lankau verheiratet. Der erste Sohn Hans Friedrich (* 1726) übernahm 1753 von seinem Vater das Gut Chursangwitz. Er war ab 1755 Kreisdeputierter und von 1781 bis 1805 Landrat des Kreises Ohlau. Der zweitgeborene Sohn Ernst Friedrich (1729–1791) war königlich preußischer Rittmeister im Kürassier-Regiment von Seydlitz, sowie Deputierter und Landesältester des Kreises Namslau. Der dritte Sohn George Friedrich (1730–1790) war von 1767 bis 1779 Landrat des Kreises Münsterberg und von 1779 bis 1790 Landrat des Kreises Strehlen.